# Peter Schindler (Journalist)
Peter Schindler (* 1930 in Grosshöchstetten; † August 2005 in Spiez) war ein Schweizer Journalist und Politiker (FDP).

## Leben
Schindler wuchs als Sohn eines Kleinbauern in Grosshöchstetten auf. Er war Sekundarlehrer, wurde Redaktor bei der Zeitung Der Bund und arbeitete als Public Relations-Berater. Von 1968 bis 1974 war er freisinniger Grossrat im Kanton Bern.
Schindler wurde danach der erste Chefredaktor der Berner Zeitung, die er von 1979 bis 1982 leitete.

„Nachdem anstelle des gemässigten Linken Battaglia der linientreue Freisinnige Peter Schindler die neue “Berner Zeitung” als erster Chefredaktor mehr verwaltet als gestaltet hatte, ohne viel Erfolg, holte von Graffenried einen jungen Journalisten mit klar links-grünem Profil auf den BZ-Chefsessel – Urs P. Gasche.“

Ab 1982 arbeitete Schindler in einer Bürogemeinschaft mit Erwin Bischof und Bruno Auderset zusammen. Mit Bischof gründete er 1983 den Bernerbär; 1995 schied er aus dem Verwaltungsrat der Berner Bär Verlags-AG aus.

## Schriften (Auswahl)
- Als Redaktor: Kennen Sie Bern? Mit Texten von Werner Dreyer, René Neuenschwander, Theo Schwarz und Dr. Hans Stucki. In: Der Bund. Nr. 134. Bern 11. Juni 1968, OCLC 600507505.
- Bern: Ein Wegweiser durch unsere Stadt. Unter Mitarbeit von Max Haupt, Ernst Hegner, Louis Jaquet und Guido Schmezer; Grafiken von Hans Thöni. 1. Auflage. Paul Haupt, 1968, DNB 456081836, OCLC 600643778.[7]

- Bern: Ein Wegweiser durch unsere Stadt. Unter Mitarbeit von Max Haupt, Ernst Hegner, Louis Jaquet und Guido Schmerzer. 2. Auflage. Paul Haupt, 1971, DNB 997469692.
- Bern: Ein Wegweiser durch unsere Stadt. Unter Mitarbeit von Max Haupt, Ernst Hegner, Louis Jaquet und Guido Schmerzer. 3. Auflage. Paul Haupt, 1976, ISBN 3-258-02605-X.

- Mit Ulrich Christian Haldi: Berner Album: Sehens-, Denk- und Merkwürdigkeiten aus Bern von anno dazumal bis heute. Büchler, Wabern 1970, DNB 456082972, OCLC 81952467.

## Nachrufe
- Nachruf: Peter Schindler ist tot. In: Berner Zeitung. 11. August 2005.
- Erster Chefredaktor der «BZ» gestorben. In: Neue Zürcher Zeitung. 12. August 2005.
- Baumeister des «Vierer mit». In: Der Bund. 13. August 2005.